# Potkraj (gmina Donji Vakuf)
Potkraj – wieś w Bośni i Hercegowinie, w Federacji Bośni i Hercegowiny, w kantonie środkowobośniackim, w gminie Donji Vakuf. W 2013 roku liczyła 58 mieszkańców, z czego większość stanowili Boszniacy.